# 시스 (스타워즈)

시스(Sith)는 스타 워즈 시리즈에서 사용되는 용어의 하나이다.

## 상세
시스 기사단(Sith Order) 이라고도 부르며 생물이 만들어내는 에너지인 포스를 제다이처럼 선의 목적이 아닌 지배욕과 같은 자신들의 사리사욕을 달성하기 위해 사용하는 은하계의 악과 공포의 신봉자를 가리킨다. 영화에서는 "악역"의 위치에 자리매김한다. 대표적인 시스로는 다스 베이더, 다스 몰, 다스 시디어스 등이 있다.
분노, 증오, 슬픔등의 감정을 부정적으로 사용한다. 또한 다스(Darth)라는 칭호는 시스 군주에게 내려졌으며 시스 군들이 특별히 사용하는 칭호였다.

## 시스 목록
- 다스 베인
- 다스 플레이거스
- 다스 시디어스
- 다스 몰
- 다스 티라누스
- 다스 베이더

## 레전드 세계관
- 다스 안데두
- 다스 말락
- 다스 레반
- 다스 트레이야
- 다스 니힐러스
- 다스 사이온
- 다스 맬거스
- 다스 루인
- 다스 테네브루스
- 루미야
- 다스 케이더스

## 그 외
다크 제다이(Dark Jedi)이라는 타락한 제다이들이 있으나 시스와는 달리 개별적인 차이와 유형으로 서술된다.

## 같이 보기
- 사탄주의
- 제다이